# آپرتراکت (ویرجینیای غربی)
آپرتراکت (به انگلیسی: Upper Tract) یک منطقهٔ مسکونی در ایالات متحده آمریکا است که در شهرستان پندلتن، ویرجینیای غربی واقع شده‌است. آپرتراکت ۴۷۴٫۸۸ متر بالاتر از سطح دریا واقع شده‌است.